# Biznesplan
Biznesplan (plan biznesowy, ang. business plan) – dokument przedsiębiorstwa z planem rozwoju, a w przypadku nowych przedsięwzięć, także z planem ich powstania. Sporządzany na potrzeby wewnętrzne i zewnętrzne przedsiębiorstwa – m.in. w celu pozyskania źródeł finansowania inwestycji. Zawiera opis celów, jakie przedsiębiorstwo zamierza realizować w przyszłości z uwzględnieniem istniejących uwarunkowań rynkowych, finansowych, marketingowych, technologicznych, organizacyjnych i kadrowych. Jego elementami są m.in. analiza finansowa, analiza rynku, analiza SWOT.
Biznesplan często sporządzany jest jako załącznik do wniosku kredytowego. Kredytobiorca musi wykazać, że nowe przedsięwzięcie będzie rentowne. W celu efektywnego zarządzania biznesplan powinny sporządzać zarówno nowo powstające przedsiębiorstwa, jak i przedsiębiorstwa już funkcjonujące w przełomowych momentach związanych ze zmianą profilu działania, wejściem na nowe rynki, przeprowadzeniem fuzji lub przejęciem.
Biznesplan aby spełniał swoją rolę musi zawierać wyczerpujące odpowiedzi na pytania jakie stawiają mu autorzy, musi być obiektywny (ważne jest obiektywne rozważanie argumentów zarówno za jak i przeciw projektowi), powinien zawierać proste sformułowania, ujednolicony format i układ graficzny, a także konsekwentnie stosowany styl. Tworzy się go jako wsparcie w procesie projektowania inwestycji, pozyskania środków na sfinansowanie inwestycji, pomoc w podejmowaniu decyzji zarządowi, ale także jako ocenę koncepcji biznesu, umożliwienie rozwiązywania problemów oraz dokonania analizy sytuacji.